# Francesca Cilluffo
Francesca Cilluffo (Collesano, 4 ottobre 1962) è una notaia e politica italiana.

## Biografia
Nata a Collesano in provincia di Palermo nel 1962, laurea in giurisprudenza a Torino, svolge l'attività di notaio sempre a Torino.

### Attività politica
Dal 2009 è responsabile alla cultura del Partito Democratico piemontese, alle elezioni politiche del 2008 viene candidata alla Camera dei deputati nella circoscrizione Piemonte 1 tra le file del PD risultando prima dei non eletti, diventa Deputato della Repubblica Italiana il 19 luglio 2011 in sostituzione di Piero Fassino che lascia il seggio a Montecitorio poiché eletto Sindaco di Torino.
Nel dicembre 2012 si candida alle primarie del Partito Democratico, in provincia di Torino, indette per eleggere i candidati del partito al Parlamento italiano in vista delle elezioni politiche del 2013, l'onorevole Cilluffo ottiene 382 preferenze.